# 斎藤元助
斎藤 元助（さいとう もとすけ）は、安土桃山時代から江戸時代初期にかけての武将。毛利氏家臣で長州藩士。父は寅菊松斎。

## 生涯
寅菊松斎の子として生まれ、毛利輝元、秀就の二代に仕えた。元助が輝元に仕官した際に、父・松斎の厳島の屋敷2間と抱分3間の公役が免除されている。
慶長2年（1597年）12月13日、「治右衛門尉」の百官名と「元」の偏諱を与えられて「寅菊元助」と名乗り、後に「斎藤元助」へと苗字を改めた。
寛永2年（1625年）8月13日、長門国大津郡俵山の内に200石を与えられる。
寛永4年（1627年）12月4日に嫡男・就実が死去したため、寛永9年（1632年）9月13日、元助の当知行200石の地について、嫡孫の孫市（後の就幸）が18歳になるまでは斎藤就豊（六左衛門尉）が代役を務め、就幸が18歳になった時に200石後を渡すように秀就に命じられた。また、就豊の扶持方切銭については、元助の隠居分を与える事とされた。
寛永15年（1638年）12月4日に死去。